# Breathless (canción de Jerry Lee Lewis)
«Breathless» es una canción compuesta por Otis Blackwell grabada por Jerry Lee Lewis, cuya versión fue publicada como sencillo en febrero de 1958 por Sun Records, permaneciendo 15 semanas en la lista Billboard Hot 100, donde alcanzó el número 7 en abril de 1958. El sencillo también se posicionó en el número 4 de la lista country, el 3 de la R&B, así como en el puesto número 8 de las listas británicas. La cara B, "Down the Line", también llegó a entrar en listas en 1958, alcanzando en número 51 del Billboard pop singles. El tema formó parte de la banda sonora de la película de 1983, Breathless protagonizada por Richard Gere y Valerie Kaprisky.

## Grabación
El tema fue grabado en enero de 1958 en los estudios de Sun Records en Memphis, Tennessee. Junto a Jerry Lee Lewis, intervinieron los músicos Billy Lee Riley en la guitarra, J.W. Brown en el bajo y Jimmy Van Eaton a la barería.

## Otras versiones
El tema ha sido versionado numerosas veces por artistas como Tom Jones, Mickey Gilley, Wanda Jackson, X, Cliff Richard, Albert Lee, Mike Berry, Hal Munro, The Paramounts, Chas & Dave y Otis Blackwell.